# Marcus Hieronymus Vida

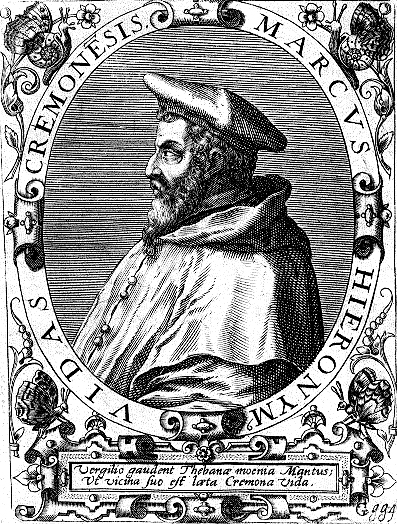
Marcus Hieronymus Vida

Marcus Hieronymus Vida, Marco Girolamo Vida, född omkring 1480 i Cremona, död 27 september 1566 i Alba, var en nylatinsk skald. 
Vida ägnade sig åt teologiska studier och erhöll 1532 biskopsstiftet Alba. Han gjorde sig synnerligen fördelaktigt känd genom sina dikter på latinska språket, vilka, under 1500-talet publicerade i särskilda stycken, 1731 samlade utgavs i Padua och 1732 i London. 
Vida utmärkte sig särskilt som didaktisk skald och efterbildade med framgång, men väl slaviskt, Vergilius. Hans förnämsta dikt är Chrìstias (1535), vilken Torquato Tasso skattade så högt, att han i sitt epos upptog åtskilliga ställen därur. Berömda är också dikten Scacchia ludus (schackspelet; utgiven 1527) samt De bombyce (om silkesmasken). Några av Vidas dikter är översatta till tyska, såsom "Christias" (1811) och schackspelet (1873).